# 이한구 (정치인)
이한구(李漢久, 1945년 12월 12일~)는 대한민국의 정치인이다. 제16·17·18·19대 국회의원을 지냈다.

## 학력
- 대구남산국민학교 졸업
- 대구중학교 졸업
- 경북고등학교 졸업
- 서울대학교 경영학 학사
- 서울대학교 행정대학원 행정학 석사
- 캔자스 주립 대학교 대학원 경제학 박사

## 경력
- 1969년: 제7회 행정고등고시 합격
- 재무부 근무
- 건국대학교 경제학과 겸임교수
- 대우경제연구소 소장
- 1998년: 대우경제연구소 대표이사 사장

## 의정 활동
- 2000년 5월 30일~2004년 5월 29일: 제16대 국회의원(비례대표, 한나라당, 초선)
- 2004년 5월 30일~2008년 5월 29일: 제17대 국회의원(대구 수성구 갑, 한나라당, 재선)
- 한나라당 정책실장
- 한나라당 제2정책조정위원장
- 한나라당 정책위원회 부의장
- 2004년: 한나라당 정책위원회 의장
- 2005년: 제17대 국회 전반기 재정경제위원회 위원
- 2005년: 제17대 기후변화협약대책특별위원회 위원
- 한나라당 국토균형발전특별위원회 위원장
- 2006년: 제17대 국회 후반기 예산결산특별위원회 위원장
- 2006년: 제17대 국회 투자활성화, 일자리창출 특별위원회 위원장
- 2008년: 대통령 직속 국가경쟁력강화위원회 위원
- 2008년: 한나라당 정책위원회 의장
- 2008년 5월 30일~2012년 5월 29일: 제18대 국회의원(대구 수성구 갑, 한나라당→새누리당, 3선)
- 2008년 8월: 제18대 국회 전반기 정무위원회 위원
- 2008년 8월: 제18대 국회 전반기 예산결산특별위원회 위원장
- 2009년 6월~2010년 6월: 제18대 국회 전반기 윤리특별위원회 위원장
- 2010년 6월: 제18대 국회 후반기 기획재정위원회 위원
- 2012년 5월 9일~2013년 5월 14일: 새누리당 원내대표
- 2012년 5월 30일~2016년 5월 29일: 제19대 국회의원(대구 수성구 갑, 새누리당, 4선)
- 2012년 7월~2013년 5월: 제19대 국회 전반기 운영위원회 위원장
- 2012년 7월~2014년 5월: 제19대 국회 전반기 정보위원회 위원
- 2012년 7월~2016년 5월: 제19대 국회 전→후반기 윤리특별위원회 위원
- 2012년 7월~2016년 5월: 제19대 국회 전→후반기 기획재정위원회 위원
- 2013년 7월~2016년 4월: 새누리당 당헌당규개정특별위원회 위원장
- 2014년 2월~2016년 4월: 새누리당 전국위원회 의장
- 2014년 2월~2016년 5월: 제19대 국회 창조경제활성화특별위원회 위원장
- 2014년 4월~2016년 4월: 새누리당 경제혁신특별위원회 위원장
- 2016년 2월: 새누리당 공천관리위원회 위원장
- 2017년 1월: 새누리당 제명

## 가족
- 배우자: 나임구
- 자녀: 2녀

## 역대 선거 결과
|  | 37.9% |

|  | 60.33% |

|  | 78.40% |

|  | 52.77% |

## 소속 정당
| 소속 정당 | 소속 정당 | 소속 기간 | 비고           |
| --------- | --------- | --------- | -------------- |
|           | 한나라당  | 2000~2012 | 정계 입문      |
|           | 새누리당  | 2012~2017 | 당명 변경      |
|           | 무소속    | 2017~현재 | 제명 정계 은퇴 |

## 같이 보기
- 대한민국 제16대 국회의원 선거 한나라당 후보 목록#비례대표
- 대구 수성구의 국회의원
- 수성구 갑